# 瀬戸栞
瀬戸 栞（せと しおり、1996年10月2日 - ）は、日本のアイドル、歌手、グラビアタレント。アイドルグループのーぷらん。のメンバー、SEVEN4の元メンバー。
キャッチコピーは適度なエロさで全国の殿方をご満足させてあげます♡であり、イメージDVDではヌードやバストトップを披露するなど、大胆なシーンを連発する過激派グラビアアイドルであるが、本業は清純派ライブアイドルを自称する。

## 出演メディア

### テレビ番組
- 深夜に発見！新shock感～一度おためしください～(テレビ東京)

### 雑誌
- IDOL FILE SOLO IDOL Vol.03（シンコーミュージック）
- エキサイティングマックス（ぶんか社）
- 高円寺フリーペーパー　SHOW-OFF Vol.70
- サイゾー グラビアクイーン優勝2019

### DVD
- 2016/02/28　『妄想白書』
- 2016/06/24　『濡尻』
- 2017/05/01　『Set upしおり』
- 2017/08/20　『初恋のシオリ』
- 2018/02/16　『しおりまるかじり。栞』
- 2018/06/22　『VENUS』